# Stal Mielec (piłka siatkowa kobiet)

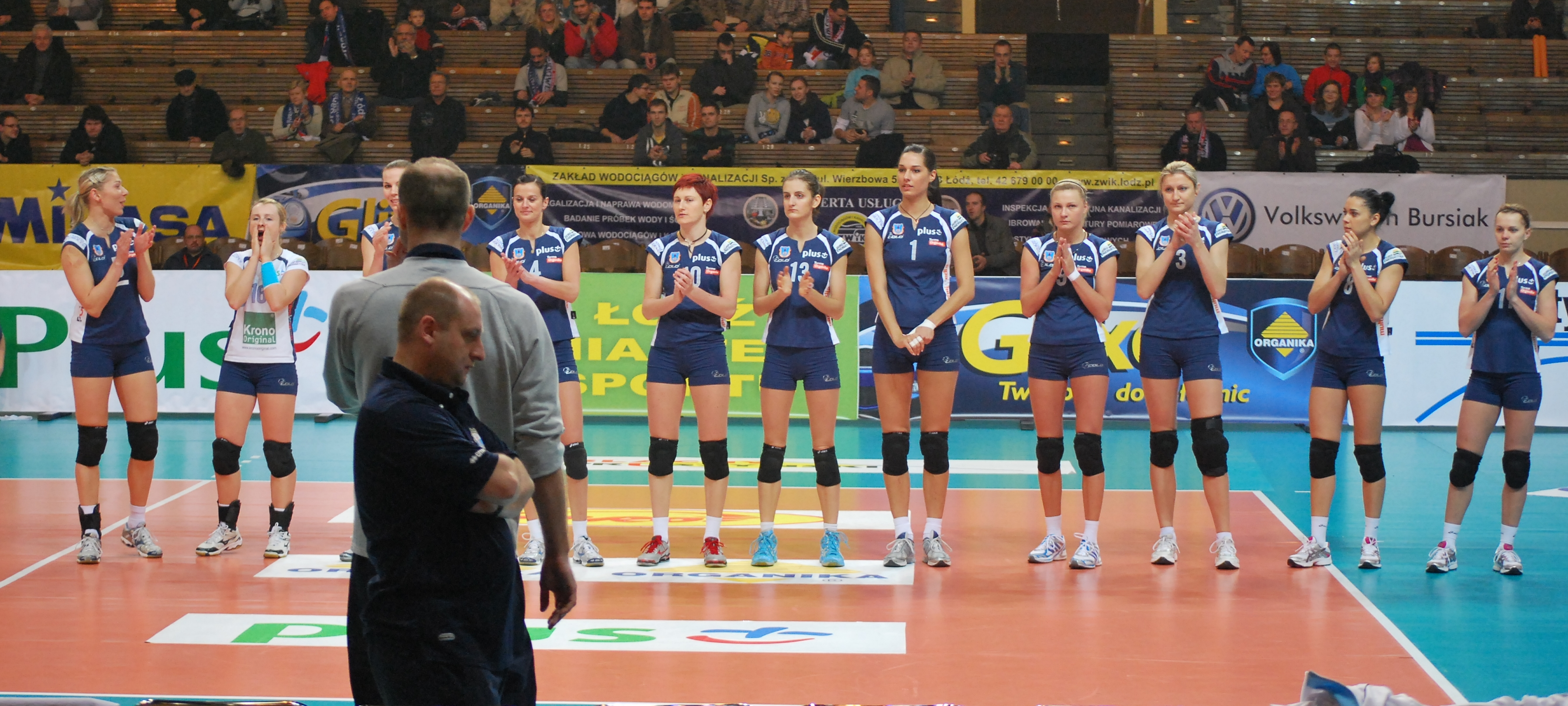
Zawodniczki Stali Mielec w sezonie 2010/2011

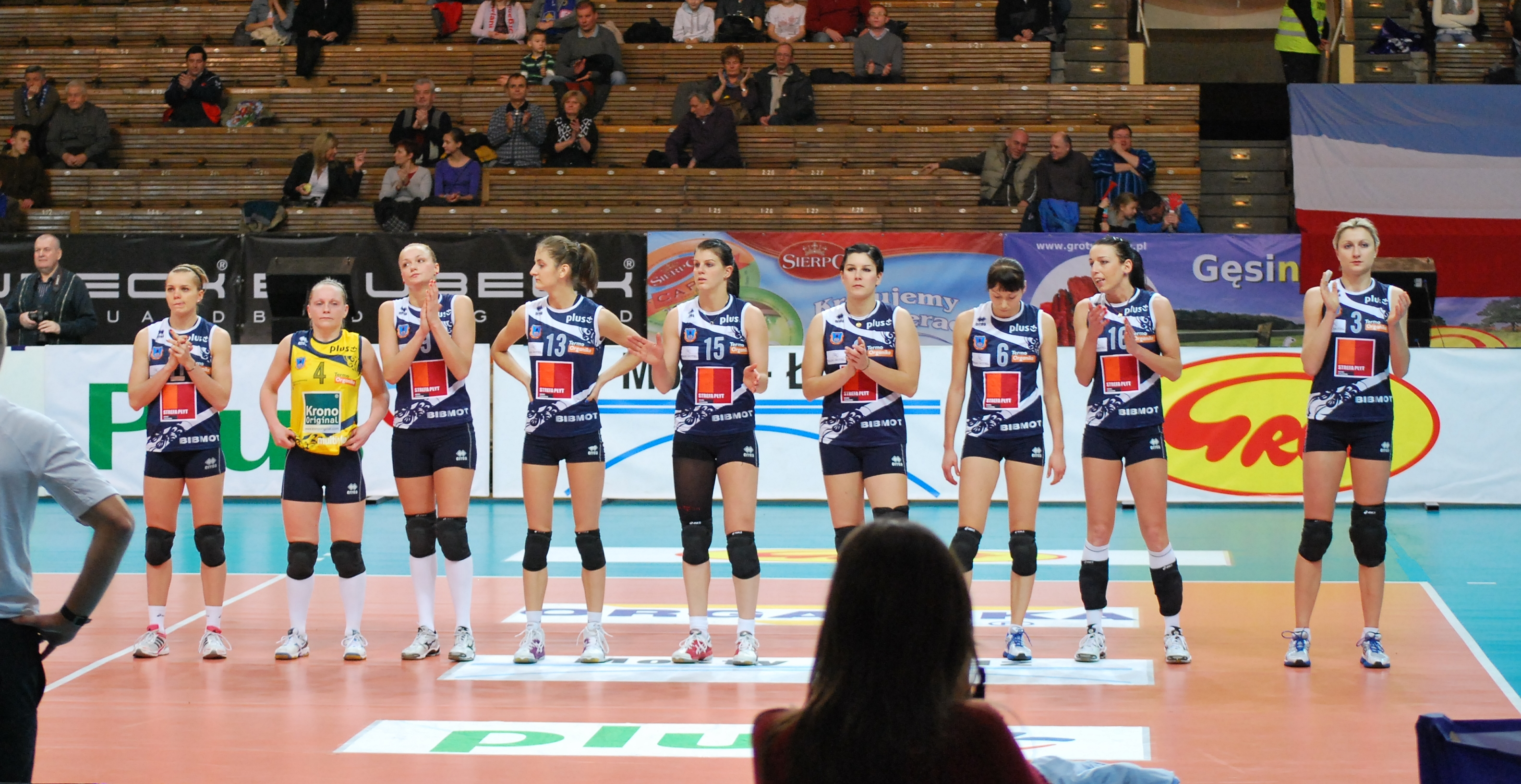
Zawodniczki Stali Mielec w sezonie 2011/2012

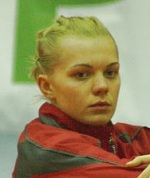
Agata Wilk zawodniczką Stali Mielec w latach 2003-2012

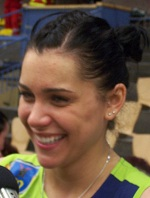
Dorota Wilk zawodniczką Stali Mielec w latach 2005-2008 i 2009-2011

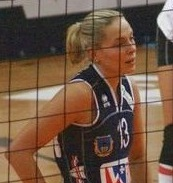
Małgorzata Skorupa zawodniczką Stali Mielec w latach 2006-2009

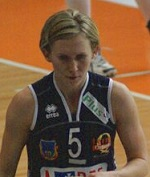
Karolina Olczyk zawodniczką Stali Mielec w latach 2006-2009

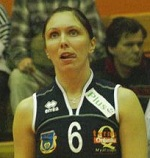
Marta Łukaszewska zawodniczką Stali Mielec w latach 2007-2010

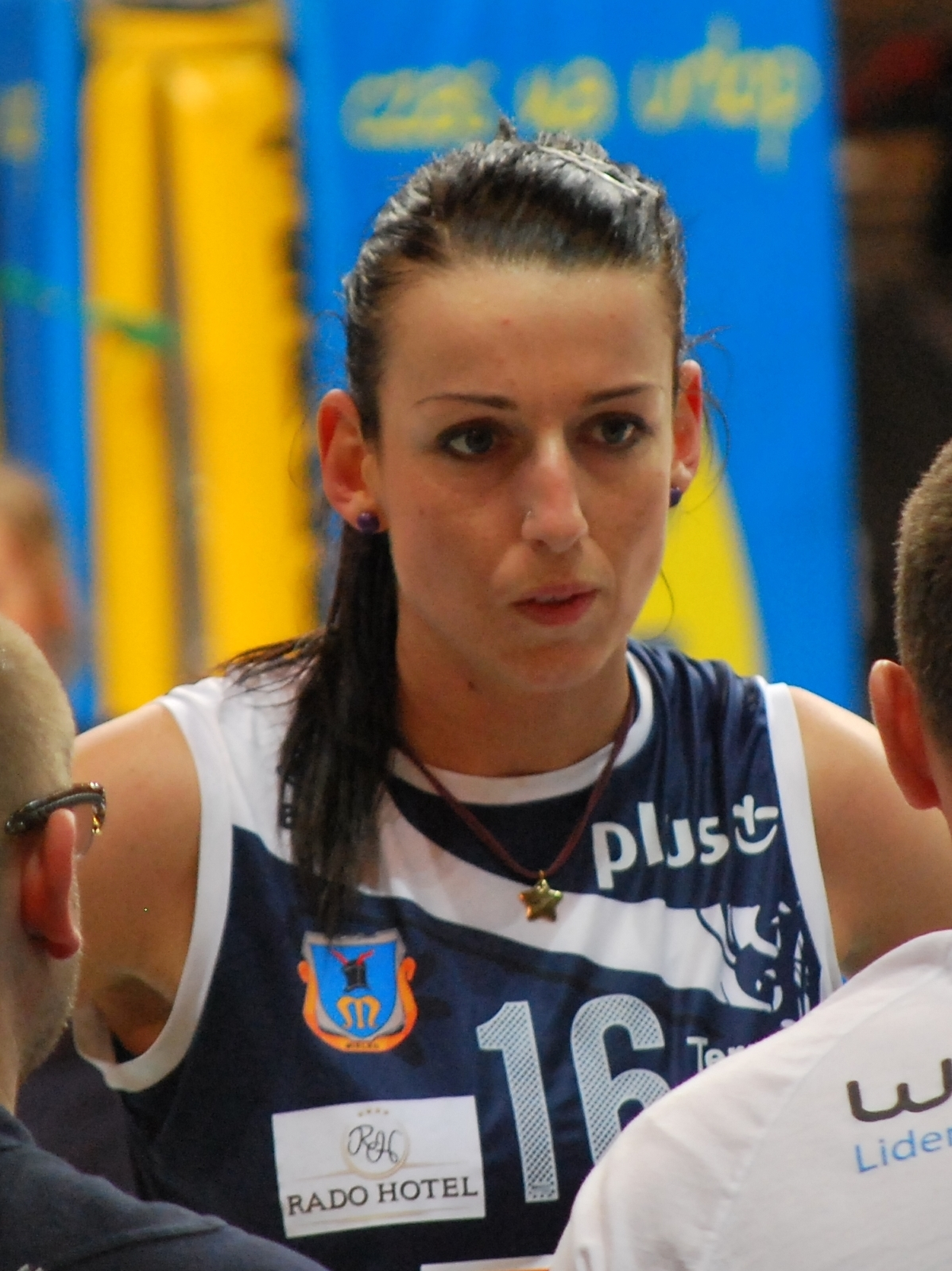
Iwona Kandora zawodniczką Stali Mielec w latach 2007-2010 i 2011-2012

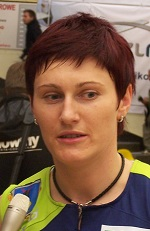
Dorota Ściurka zawodniczką Stali Mielec w latach 2008-2011

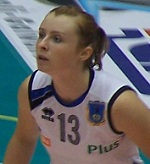
Agata Durajczyk zawodniczką Stali Mielec w latach 2009-2011

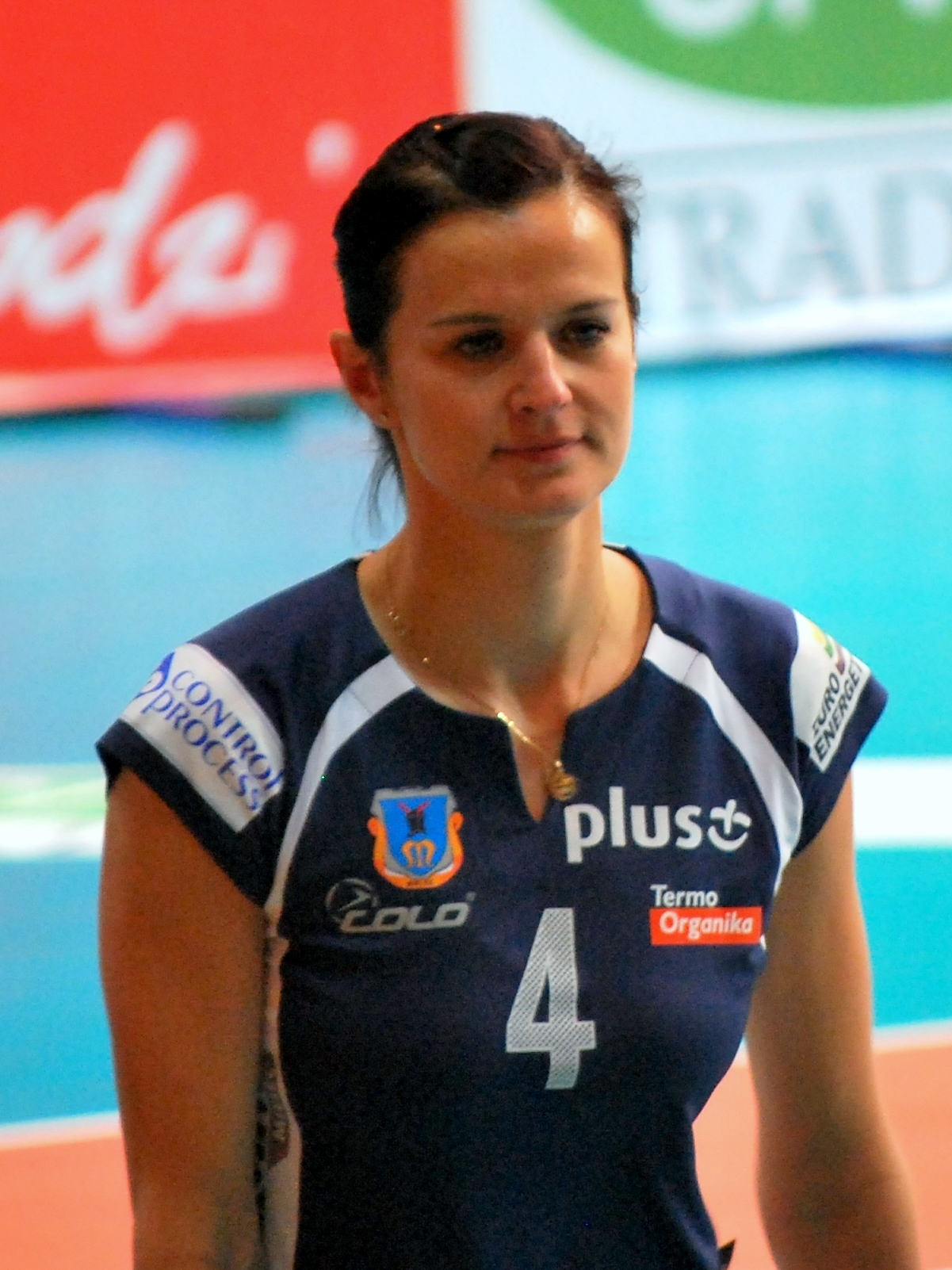
Anita Kwiatkowska zawodniczką Stali Mielec w latach 2009-2011

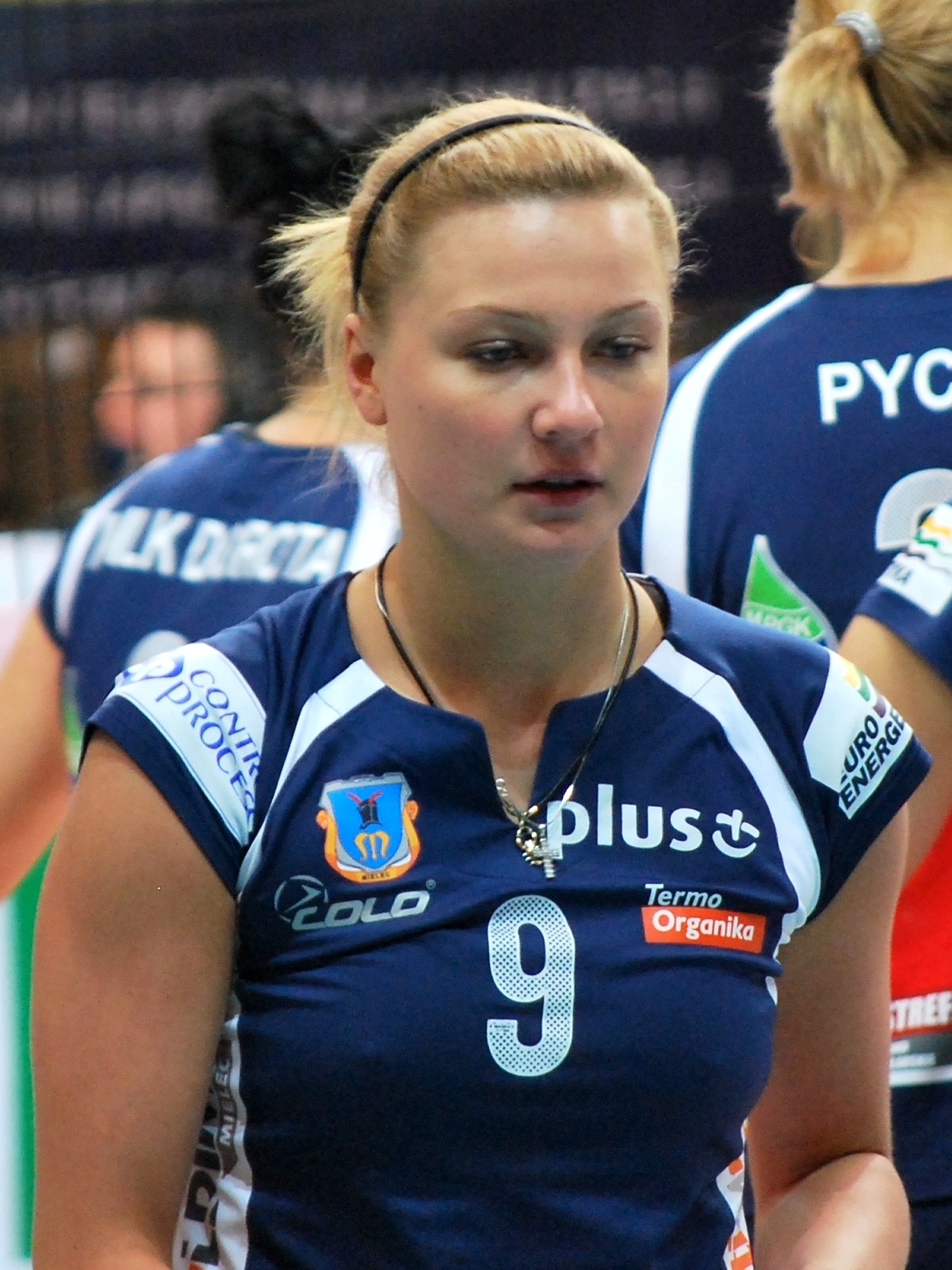
Ilona Gierak zawodniczką Stali Mielec w latach 2010-2011

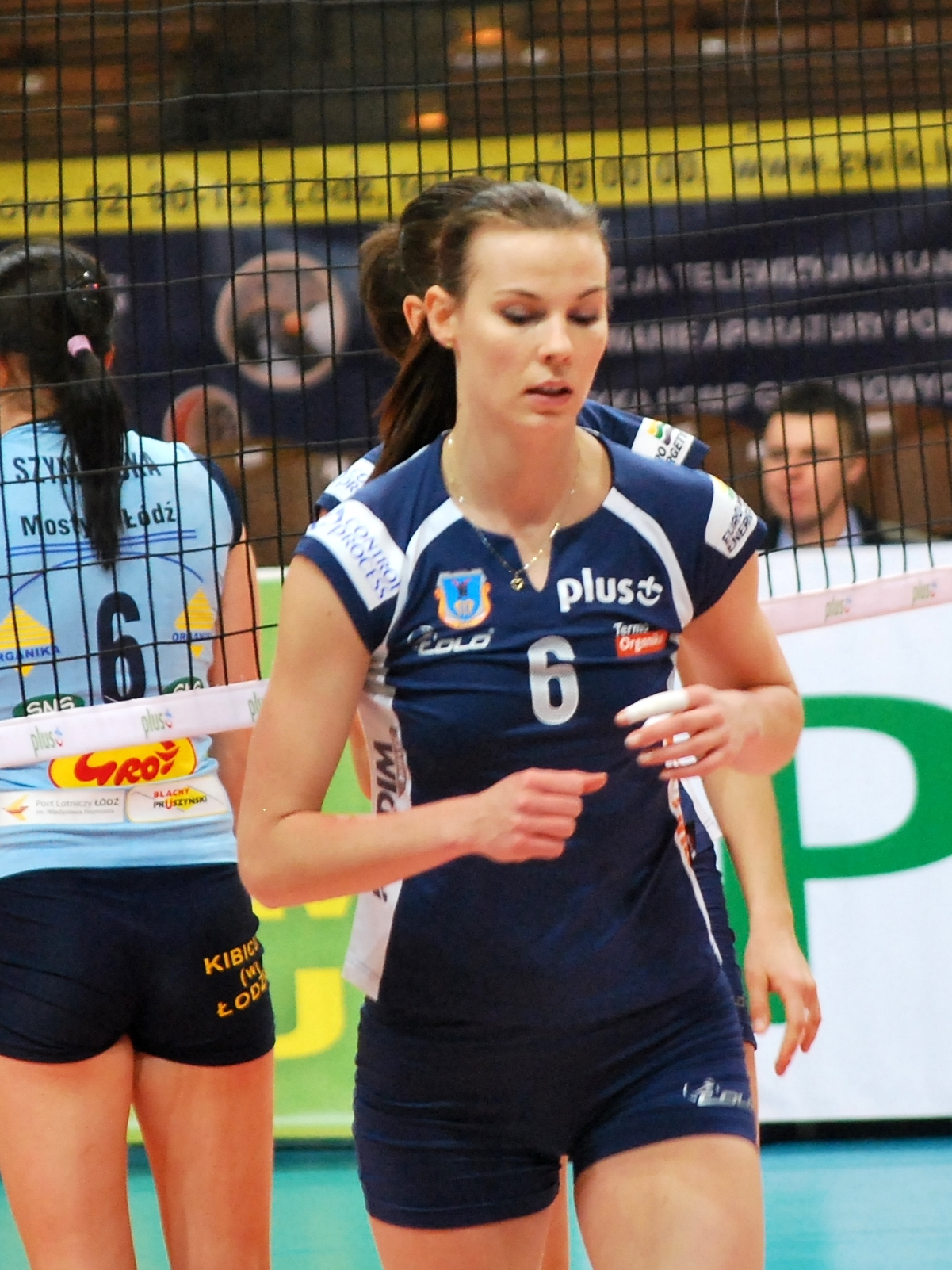
Dominika Koczorowska zawodniczką Stali Mielec w latach 2010-2011

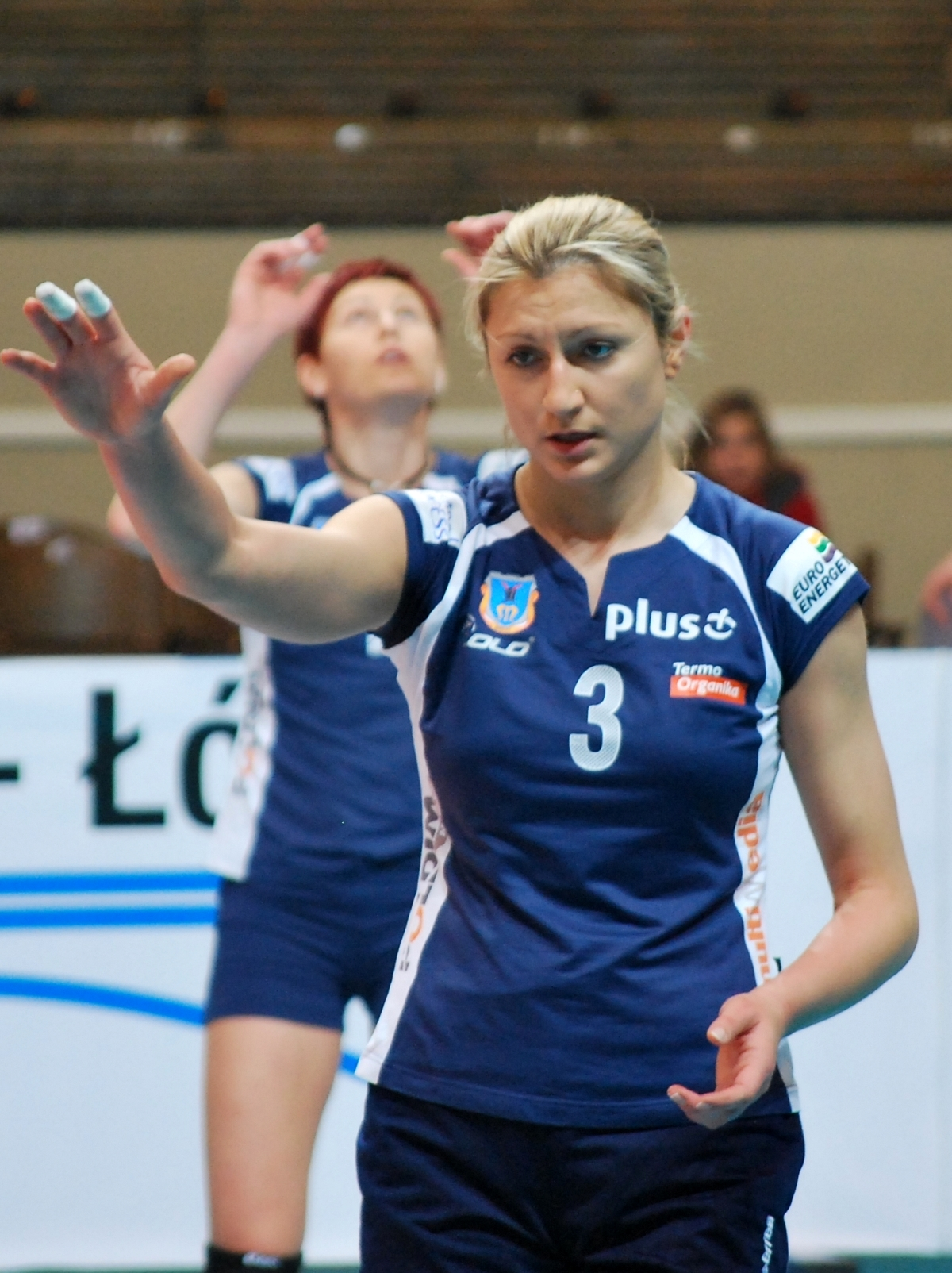
Sylwia Pycia zawodniczką Stali Mielec w latach 2010-2012

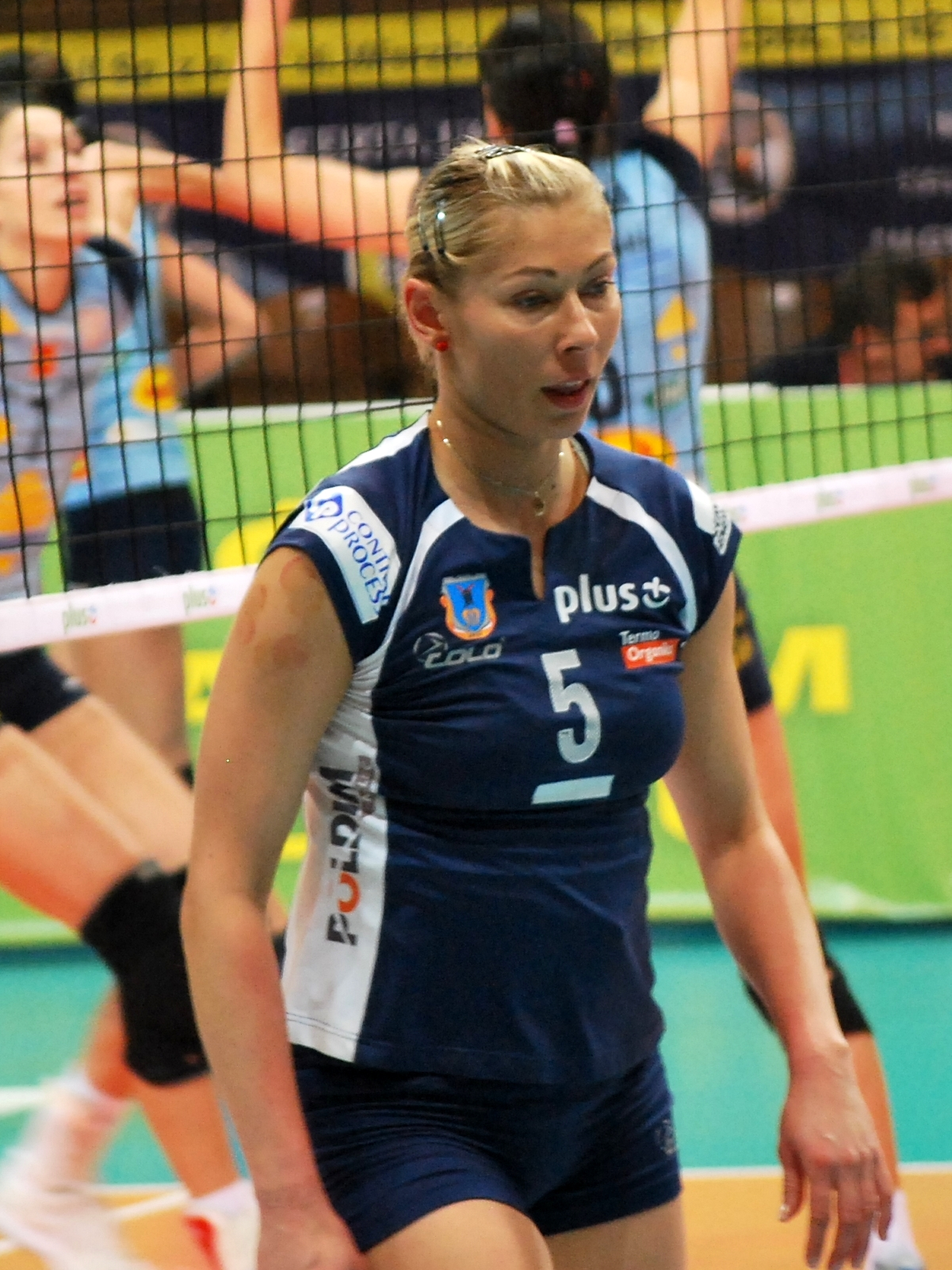
Magdalena Sadowska zawodniczką Stali Mielec w latach 2010-2012

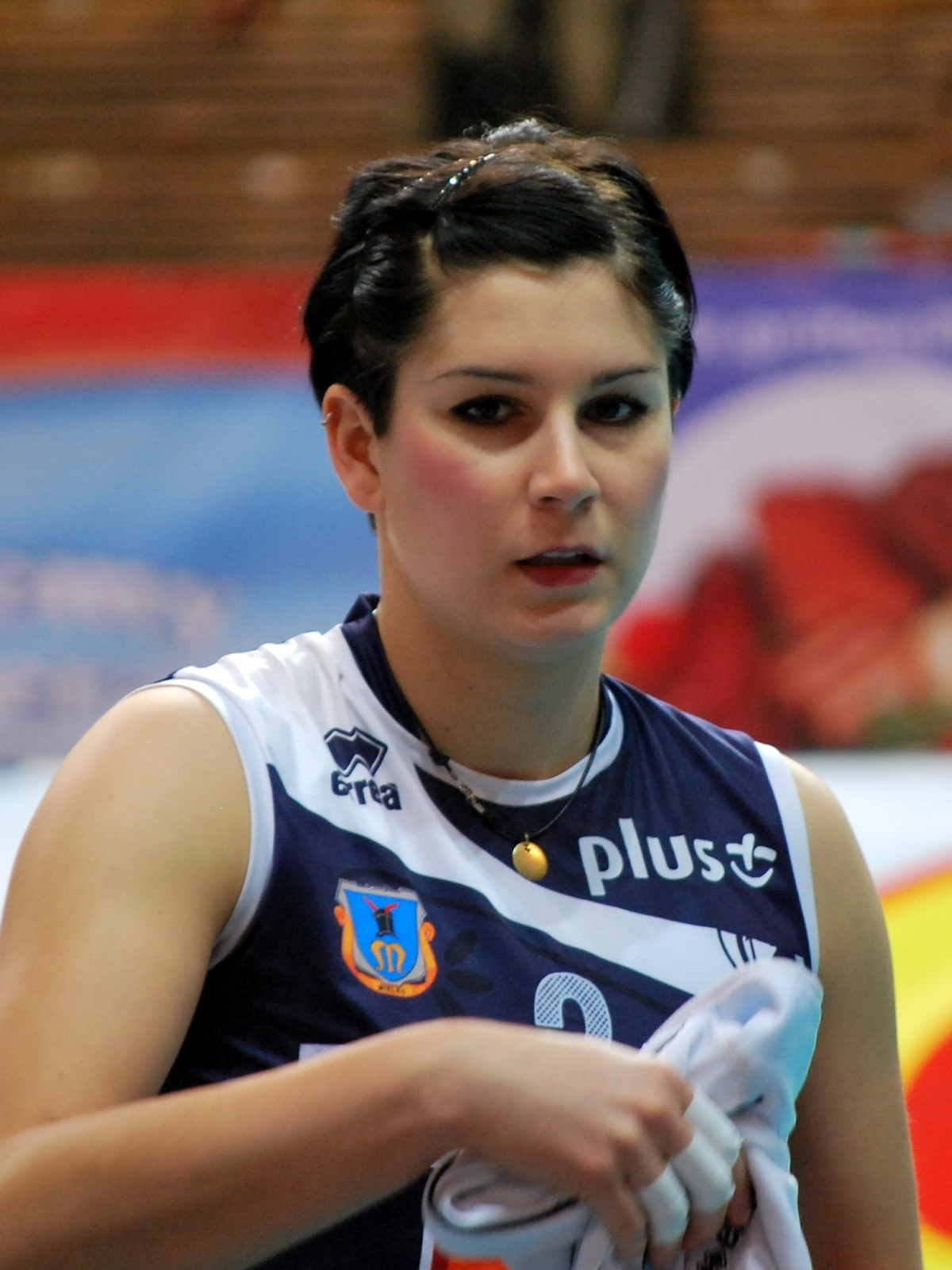
Marzena Wilczyńska zawodniczką Stali Mielec w latach 2011-2012

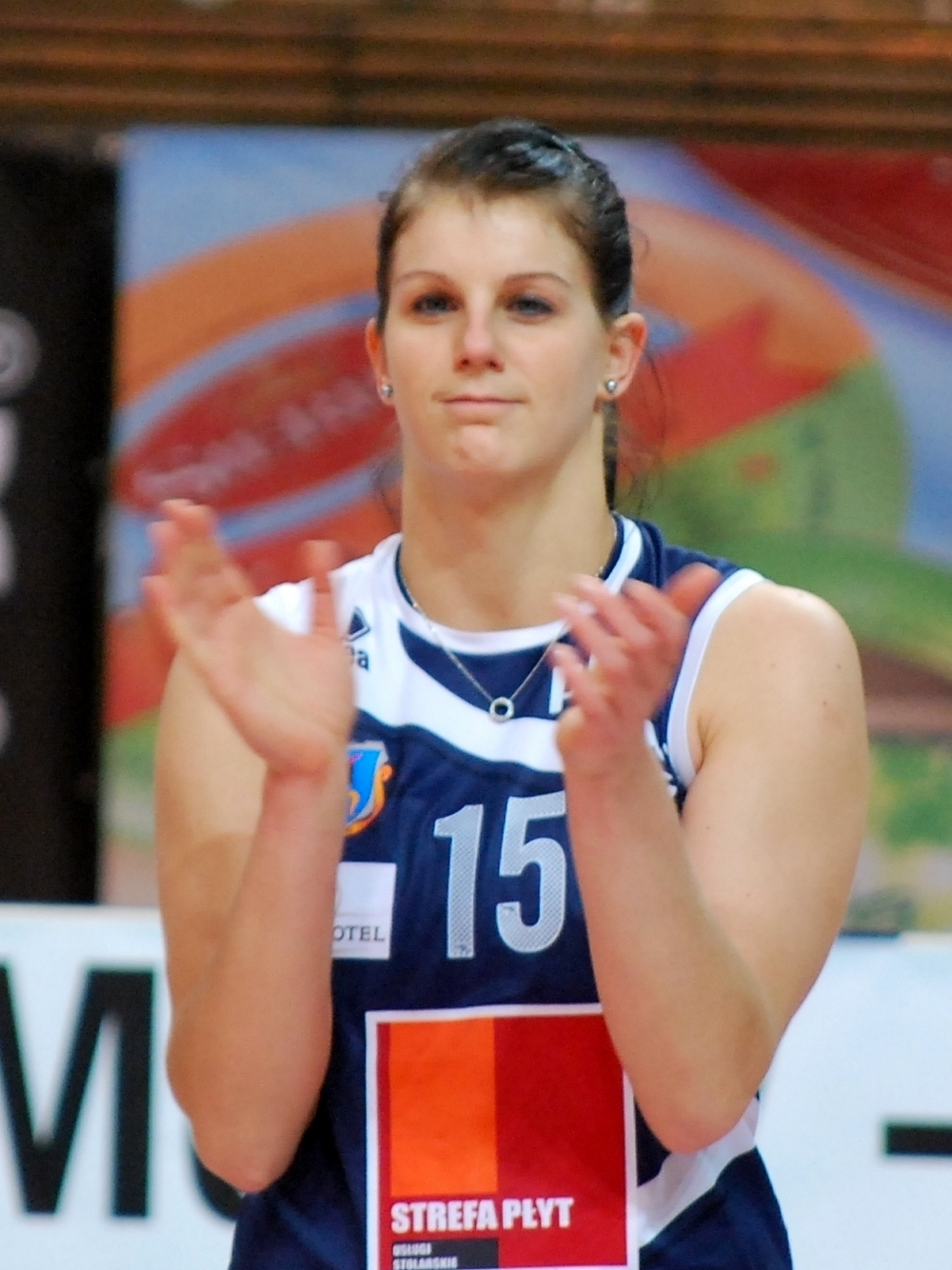
Rita Liliom zawodniczką Stali Mielec w latach 2011-2012

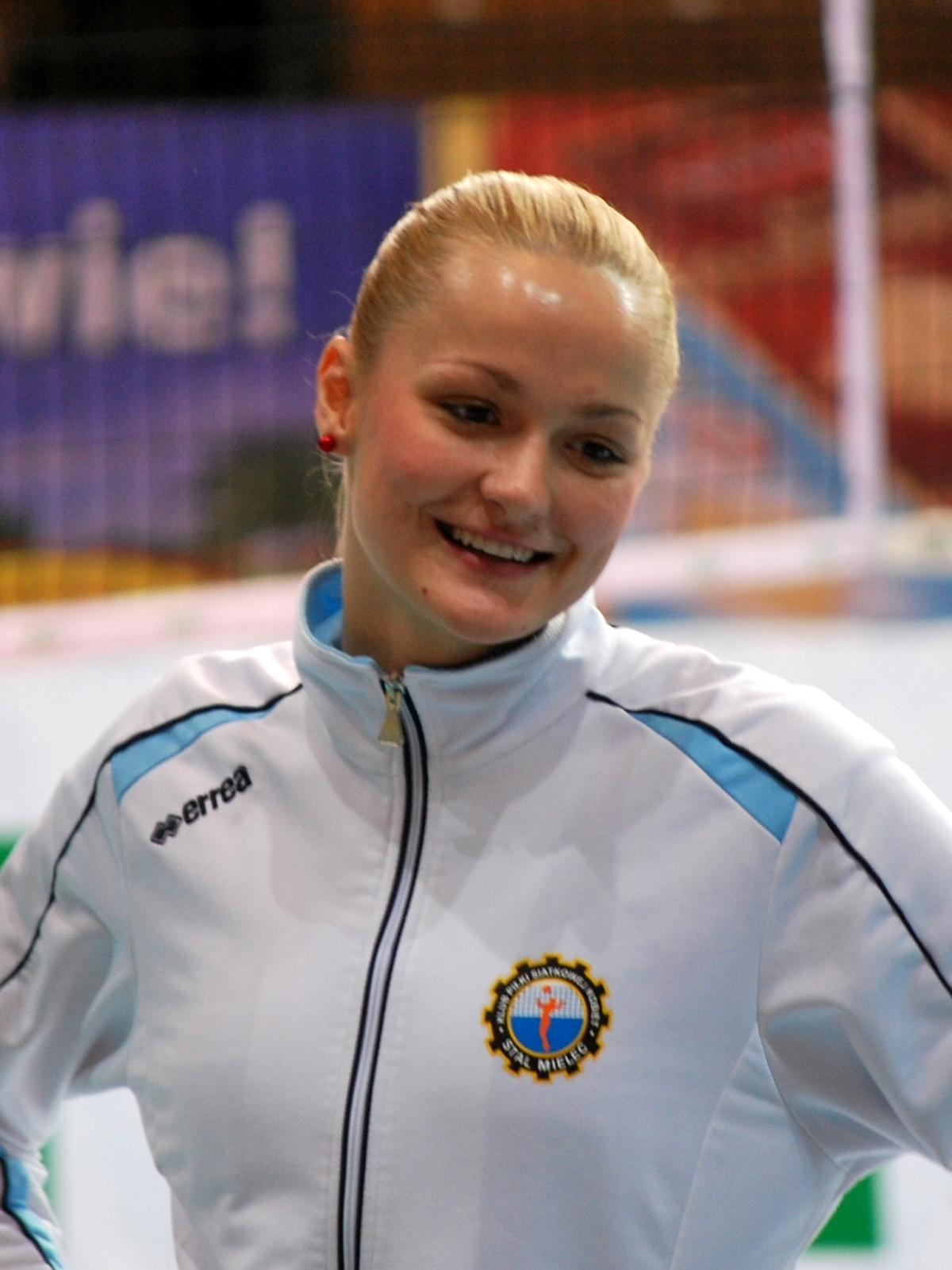
Kateřina Kočiová zawodniczką Stali Mielec w latach 2011-2012

Stal Mielec S.A. – polski kobiecy klub piłki siatkowej z Mielca.

## Historia

### Nazwy klubu
- 1997-2000 Melnox Autopart Lobo Mielec
- 2000-2001 Melnox Autopart Mielec
- 2001-2002 Melnox Autopart Lobo Mielec
- 2002-2004 Tele-Net Autopart Mielec
- 2004-2012 Stal Mielec
- 2012-2013 Stal Mielec S.A.[1]
- 2013-2019 UKS Szóstka Mielec[2]
- 2019-2021 SPS Stal Mielec[3]
- 2021- ITA Tools Stal Mielec[4]

Założona w 1952 na bazie drużyny Liceum Pedagogicznego sekcja siatkówki kobiet była najstarszą żeńską sekcją Stali Mielec. Zawodniczki zostały zgłoszone do rozgrywek ligi okręgu rzeszowskiego i w pierwszym sezonie startów (1952/1953) zajęły trzecie miejsce w tabeli, a w kolejnym pierwsze. Zajęcie najwyższej lokaty w lidze nie gwarantowało wówczas awansu, a jedynie udział w turnieju barażowym, w którym zespół sukcesu nie odniósł. Do 1970 Stal występowała na parkietach lig okręgowej i międzywojewódzkiej (organizacja rozgrywek kilkukrotnie ulegała zmianie), wielokrotnie plasując się na pierwszej pozycji w tabeli, ale nie uzyskując awansu. Warto jednak podkreślić, że przez długi czas ligi te były bezpośrednim zapleczem I ligi, jedynego szczebla rozgrywek o zasięgu ogólnopolskim.
Sezon 1969/1970 udało się zwieńczyć promocją do II ligi. Beniaminkowi nie udało się utrzymać ani w sezonie 1970/1971, ani w 1972/1973. Trzecie podejście do drugoligowych parkietów okazało się już udane i począwszy od 1975 zespół nieprzerwanie gra w jednej z dwóch najwyższych lig. Po siedmiu latach zawodniczki po raz pierwszy w historii klubu zdołały zakwalifikować się do I ligi, ale nie potrafiły się w niej utrzymać. Na ekstraklasowe hale powracały w sezonach 1985/1986 oraz 1988/1989. W 1989 zespół po raz pierwszy obronił się przed spadkiem, ale rok później, w wyniku przeobrażenia I ligi w Serię A I ligi i towarzyszącemu reformie zmniejszeniu liczby drużyn do ośmiu, został relegowany do nowo tworzonej Serii B I ligi. Te rozgrywki Stal zakończyła na I miejscu i awansowała do serii A.
Kolejny sezon (1991/1992) zaowocował brązowym medalem Mistrzostw Polski, pierwszym w historii sekcji. Sukces ten zdołano powtórzyć dwa lata później. Jednakże w kolejnych latach sytuacja finansowa i organizacyjna klubu wyraźnie się pogorszyła. Przed sezonem 1995/1996 skład został mocno uszczuplony i drużyna zakończyła rozgrywki spadkiem do Serii B. Tam zawodniczki zajęły drugie miejsce i zdołały awansować po barażach.
12 czerwca 1997 podjęto decyzję o rozwiązaniu klubu. Miało to jednak korzystny wpływ na funkcjonowanie drużyny. Już w sezonie 1996/1997 sekcja dysponowała sporą autonomią, a 26 czerwca 1997, czyli w dwa tygodnie po rozwiązaniu wielosekcyjnej Stali, zawiązał się Klub Piłki Siatkowej Stal Mielec. Od tamtej pory mieleckie siatkarki stale występują w rozgrywkach ekstraklasy (od sezonu 2008/2009 jest to PlusLiga Kobiet), zdobywając Wicemistrzostwo w sezonie 1999/2000 oraz brązowe medale w sezonach 1998/1999 i 2003/2004. Zawodniczki kilkukrotnie zapewniały też sobie możliwość startów w rozgrywkach europejskich, a w sezonie 2002/2003 zakwalifikowały się do ćwierćfinału Pucharu Konfederacji.
Po 15 latach gry w najwyższej klasie rozgrywkowej, siatkarki KPSK Stal Mielec przegrały rywalizację o utrzymanie w PlusLidze Kobiet z AZS Białystok i zostały zdegradowane do I ligi.
Po spadku z Plusligi Kobiet w klubie doszło do zmian personalnych. Ze składu poprzedniego sezonu została tylko Urszula Bejga. Nowym trenerem został Piotr Sobolewski. Zmiany zaszły również z zarządzie klubu. Z funkcji prezesa został odwołany Karol Molek. Nowy zarząd postanowił przekształcić klub działający jako stowarzyszenia na sportową spółkę akcyjną. W związku z tym, została zmieniona nazwa i logo klubu. W sezonie 2012/2013 klub występował w I lidze jako Stal Mielec S.A., nie przystąpił do ostatnich dwóch meczów w sezonie i zajął ostatecznie dziesiąte miejsce, co spowodowało spadek drużyny do II ligi. W następnym sezonie klub ze względu na problemy organizacyjne i finansowe nie przystąpił do rozgrywek.

## Bilans sezon po sezonie
| Sezon     | Miejsce              | Puchar Polski    | Uwagi                    |
| --------- | -------------------- | ---------------- | ------------------------ |
| 1984/1985 | 2. miejsce           |                  | awans do I ligi          |
| 1985/1986 | 10. miejsce          |                  | spadek do II ligi        |
| 1986/1987 | ? miejsce            |                  |                          |
| 1987/1988 | 2. miejsce           |                  | awans do I ligi          |
| 1988/1989 | 5. miejsce           |                  |                          |
| 1989/1990 | 9. miejsce           |                  | spadek do I ligi serii B |
| 1990/1991 | 1. miejsce           |                  | awans do I ligi serii A  |
| 1991/1992 | 3. miejsce           |                  |                          |
| 1992/1993 | 4. miejsce           | 3. miejsce       |                          |
| 1993/1994 | 3. miejsce           | 3. miejsce       |                          |
| 1994/1995 | 4. miejsce           |                  |                          |
| 1995/1996 | 8. miejsce           |                  | spadek do I ligi serii B |
| 1996/1997 | 2. miejsce           |                  | awans do I ligi serii A  |
| 1997/1998 | 5. miejsce           |                  |                          |
| 1998/1999 | 3. miejsce           | 2. miejsce       |                          |
| 1999/2000 | 2. miejsce           | 2. miejsce       |                          |
| 2000/2001 | 7. miejsce           | półfinał         |                          |
| 2001/2002 | 5. miejsce           |                  |                          |
| 2002/2003 | 4. miejsce           | półfinał         |                          |
| 2003/2004 | 3. miejsce           | półfinał         |                          |
| 2004/2005 | 7. miejsce           | faza grupowa     |                          |
| 2005/2006 | 8. miejsce           | faza grupowa     |                          |
| 2006/2007 | 8. miejsce           | faza grupowa     |                          |
| 2007/2008 | 8. miejsce           | ćwierćfinał      |                          |
| 2008/2009 | 9. miejsce           | ćwierćfinał      |                          |
| 2009/2010 | 9. miejsce           | 5. runda         |                          |
| 2010/2011 | 8. miejsce           | 6. runda         |                          |
| 2011/2012 | 10. miejsce          | 5. runda         | spadek do I ligi         |
| 2012/2013 | 11. miejsce          | 4. runda         | spadek do III ligi       |
| 2013/2014 | 2. miejsce           |                  |                          |
| 2014/2015 | 5. miejsce (grupa 4) |                  |                          |
| 2015/2016 | 6. miejsce (grupa 4) |                  |                          |
| 2016/2017 | 2. miejsce (grupa 5) |                  |                          |
| 2017/2018 | 1. miejsce (grupa 4) |                  | awans do I ligi          |
| 2018/2019 | 11. miejsce          |                  |                          |
| 2019/2020 | 9. miejsce           |                  |                          |
| 2020/2021 | 2. miejsce           | 1/8 finału       |                          |
| 2021/2022 | 2. miejsce           | 2. runda wstępna |                          |
| 2022/2023 | 1. miejsce           | ćwierćfinał      | awans do Tauron Ligi     |
| 2023/2024 | 9. miejsce           | ćwierćfinał      |                          |
| 2024/2025 | 8. miejsce           | ćwierćfinał      |                          |

Poziom rozgrywek:
     pierwszy, najwyższy ogólnokrajowy
     drugi
     trzeci
     czwarty

## Sukcesy
Mistrzostwa Polski:
- 2.miejsce: 1999/2000
- 3.miejsce: 1991/1992, 1993/1994, 1998/1999, 2003/2004

 Puchar Polski:
- 2.miejsce: 1998/1999, 1999/2000

 I liga:
- 1.miejsce: 2022/2023[11]
- 2.miejsce: 2020/2021[12], 2021/2022[13]

 II liga:
- 1.miejsce: 2017/2018

PGE Grand Prix PLS:
- 3. miejsce: 2024

## Kadra

### Sezon 2024/2025[14]
- Trener: Mateusz Grabda (do 26.11.2024) / Miłosz Majka (od 26.11.2024)
- Asystent trenera: Miłosz Majka (do 26.11.2024)
- Asystent trenera: Katarzyna Bryda
- Asystent trenera: Dominik Stanisławczyk
- Statystyk: Sebastian Zamarski
- Trener przygotowania motorycznego: Jacek Żądło

| Nr | Imię i nazwisko                     | Data ur.   | Wzrost | Pozycja      |
| -- | ----------------------------------- | ---------- | ------ | ------------ |
| 1  | Ariadna Priante                     | 20.04.2002 | 181    | rozgrywająca |
| 3  | Izabela Dąbrowska                   | 15.12.2003 | 175    | libero       |
| 4  | Agata Milewska                      | 17.03.2006 | 193    | środkowa     |
| 5  | Katarzyna Bagrowska (do 19.12.2024) | 05.09.2000 | 178    | przyjmująca  |
| 9  | Monika Głodzińska                   | 05.06.1998 | 181    | atakująca    |
| 10 | Klaudia Łyduch                      | 19.02.2004 | 171    | libero       |
| 11 | Gabriela Ponikowska                 | 20.05.1993 | 184    | środkowa     |
| 12 | Aleksandra Adamczyk                 | 20.01.2006 | 187    | przyjmująca  |
| 13 | Aleksandra Walczak                  | 14.02.2006 | 175    | rozgrywająca |
| 14 | Rozalia Moszyńska                   | 09.03.2005 | 190    | środkowa     |
| 16 | Emilia Mucha                        | 07.12.1993 | 186    | przyjmująca  |
| 17 | Aleksandra Kazała (od 13.12.2024)   | 12.07.1996 | 180    | przyjmująca  |
| 18 | Oliwia Sieradzka                    | 22.12.1997 | 187    | atakująca    |
| 20 | Zuzanna Kuligowska                  | 03.09.2002 | 186    | przyjmująca  |
| 55 | Pola Janicka (do 19.12.2024)        | 03.03.2004 | 182    | rozgrywająca |

## Transfery
| Przyszli | Odeszli |
| Sezon 2012/2013 | Sezon 2012/2013 |
| --- | --- |
| - trener Piotr Sobolewski (Chemik Police) - Magdalena Hawryła (Jadar Radom) - Jowita Jaroszewicz (AZS UE Kraków) - Małgorzata Sobolewska (Chemik Police) - Małgorzata Plebanek (Legionovia Legionowo) - Żaneta Baran (AZS UE Kraków) - Barbara Kubieniec (AZS UE Kraków) - Paula Rauch (Szóstka Biłgoraj) - Daria Michalak (SMS Opole) - Paulina Pająk (powrót z wypożyczenia z KS Patria Sędziszów Młp.) - Paulina Czubak (ŁMLKS Łask) | - Piotr Sobolewski (I trener) (w trakcie sezonu) - Mateusz Przystaś (odnowa biologiczna) (w trakcie sezonu) - trener Jacek Wiśniewski (szuka klubu) - Sylwia Pycia (Budowlani Łódź) - Iwona Kandora (urlop wychowawczy) - Marta Szymańska (BKS Bielsko-Biała) - Dorota Pykosz (Atom Trefl Sopot) - Mariola Wojtowicz (BKS Bielsko-Biała) - Agata Babicz (Jedynka Aleksandrów Łódzki) - Magdalena Sadowska (Eliteski UE Kraków) - Marzena Wilczyńska (Wieżyca 2011 Stężyca) - Rita Liliom (Pałac Bydgoszcz) - Kateřina Kočiová (SVS Post Schwechat Vienna) - Paulina Szpak (Stood Voley) - Paula Rauch (podczas sezonu - KS Developres Rzeszów) - Monika Malicka (Jedynka Tarnów) |
| Sezon 2011/2012 | |
| - Mariola Wojtowicz (Silesia Volley) - Marzena Wilczyńska (Skawa AZS Kraków) - Iwona Kandora (Silesia Volley) - Marta Szymańska (Budowlani Łódź) - II trener Jacek Wiśniewski - Kateřina Kočiová (VC Slavia Praga) - Rita Liliom (Alemannia Aachen) - Dorota Pykosz (TPS Rumia) | - Agata Durajczyk (AZS Białystok) - Anita Kwiatkowska (Budowlani Łódź) - Dorota Wilk (Atom Sopot) - Dorota Ściurka (MKS Dąbrowa Górnicza) - Ilona Gierak (Legionovia Legionowo) - Dominika Koczorowska (Budowlani Łódź) - II trener Tomasz Kamuda (Sparta Warszawa - I trener) - Paulina Pająk (wypożyczenie do KS Patria Sędziszów Młp.) - trener Adam Grabowski do 30.12.2011 |
| Sezon 2010/2011 | |
| - trener Adam Grabowski (PTPS Piła) - Urszula Bejga (VK Spisska Nova Ves) - Dominika Koczorowska (Budowlani Łódź) - Magdalena Sadowska (MKS Dąbrowa Górnicza) - Paulina Szpak (Gedania Gdańsk) - Ilona Gierak (AZS Białystok) - Sylwia Pycia (Muszynianka Muszyna) - Paulina Pająk (wychowanka) - Monika Malicka (wychowanka) - Polina Lutikowa (Volei 2004 Tomis Constanta)                                                            | - trener Rafał Prus (PTPS Piła - II trener) - Marlena Mieszała (PLKS Pszczyna) - Justyna Ordak (TPS Rumia) - Marta Łukaszewska (LTS Legionovia Legionowo) - Sylwia Wojcieska (Organika Budowlani Łódź) - Magdalena Piątek (Muszynianka Muszyna) - Iwona Kandora (Silesia Volley I Mysłowice/Chorzów) - Adrianna Szady (Wisła AGH Kraków) - Polina Lutikowa (bez klubu) |
| Sezon 2009/2010 | |
| - Sylwia Wojcieska (Calisia Kalisz) - Dorota Wilk (powrót z wypożyczenia) - Agata Durajczyk (Gedania Żukowo) - Anita Chojnacka (Calisia Kalisz) - Magdalena Piątek (Wisła Kraków) - Marlena Mieszała (AZS Białystok) - trener Rafał Prus (AZS Białystok) - asystent trenera Tomasz Kamuda - Adrianna Szady (zespół juniorek) | - trener Wiesław Popik (Budowlani Łódź) - Katarzyna Zaroślińska (Budowlani Łódź) - Małgorzata Skorupa (EC Wybrzeże TPS Rumia) - Karolina Olczyk (UKS Jedynka Aleksandrów Łódzki) - Ewelina Dązbłaż (koniec kariery) - Anna Związek (AZS KSZO Ostrowiec Świętokrzyski) - Paulina Dutkiewicz (KS Murowana Goślina) - Magdalena Banecka (Szóstka Biłgoraj) - Paulina Peret (Siarka Tarnobrzeg) |
| Sezon 2008/2009 | |
| - Anna Związek (Piast Szczecin) - Dorota Ściurka (Centrostal Bydgoszcz) - Justyna Ordak (AZS Poznań) - Katarzyna Zaroślińska (Skra Bełchatów) - trener Wiesław Popik od 3 grudnia 2008 r. | - Christijana Kolewa Spartak 96 Pleven - Dorota Burdzel (koniec kariery) - Dorota Wilk (wypożyczenie do Szóstka Biłgoraj) - Paulina Peret (wypożyczenie do Szóstka Biłgoraj) - trener Roman Murdza do 2 grudnia 2008r - II trener Maciej Banecki do 21 stycznia 2009 |
| Sezon 2007/2008 | |
| - Magdalena Banecka (Muszynianka Muszyna) - Dorota Burdzel (Beauvais Oise) - Paulina Dutkiewicz (Piast Szczecin) - Christijana Kolewa (AS Saint-Raphael VB) - Iwona Niedźwiecka (BKS Bielsko-Biała) - trener Roman Murdza (UMKS Łańcut) - II trener Maciej Banecki (Dunajec Nowy Sącz) | - Agata Turbak (SPS Politechnika Częstochowa) - Zoriana Pyłypiuk (İller Bankası) - Iwona Waligóra (BKS Bielsko-Biała) - Marta Wrzesińska (AZS Białystok) - Katarzyna Ząbek (Siarka Tarnobrzeg) - Dominika Żółtańska (AZS KSZO Ostrowiec Świętokrzyski) - trener Jacek Wiśniewski (trener młodzieży w KPSK Stal Mielec) - II trener Anna Skucińska (trener młodzieży w KPSK Stal Mielec) |
| Sezon 2006/2007 | |
| - Ewelina Dązbłaż (Dalin-Equus Myślenice) - Marta Łukaszewska (Skra Bełchatów) - Karolina Olczyk (Dalin-Equus Myślenice) - Zoriana Pyłypiuk (Czerkasy Krug) - Małgorzata Skorupa (Skra Bełchatów) - Monika Śliwińska (wychowanka) | - Anna Kicior (koniec kariery) - Magdalena Kobiela (koniec kariery) - Małgorzata Plebanek (UMKS Łańcut) - Gabriela Tomašeková (SVS Post Schwechat) - Lucia Töröková (BTV Luzern) - Dominika Żółtańska (Legionovia Legionowo) |
| Sezon 2005/2006 | |
| - Małgorzata Plebanek (ŁKS Łódź) - Gabriela Tomašeková (Muszynianka Muszyna) - Lucia Töröková (Slavia UK Bratislawa) - Agata Turbak (wychowanka) - Iwona Waligóra (BKS Bielsko-Biała) - Marta Wrzesińska (KS Dalin Myślenice) - Dorota Wilk (wychowanka) - trener Jacek Wiśniewski (awans z II trenera) | - Ewa Cabajewska (MKS Muszynianka Muszyna) - Elżbieta Kościelna (koniec kariery) - Małgorzata Lis (OMS Senica) - Marta Natanek (AZS AWF Poznań) - Andrea Pavelková (OMS Senica) - Svietłana Pugaczowa - Izabela Rutkowska (koniec kariery) - Katarzyna Wysocka (wypożyczona do Nafty-Gaz Piła) - trener Jerzy Matlak (Nafta-Gaz Piła). - II trener Jacek Wiśniewski (awans na I trenera) |
| Sezon 2004/2005 | |
| - Ewa Cabajewska (powrót z urlopu macierzyńskiego) - Małgorzata Lis (MKS Muszynianka Muszyna) - Andrea Pavelková (MKS Muszynianka Muszyna) - Svietłana Pugaczowa (liga chorwacka) - Izabela Rutkowska (Wisła Kraków) - Katarzyna Wysocka (Legionovia Legionowo) | - Mariola Barbachowska (Volley Modena) - Renata Bodzińska-Pociask (koniec kariery) - Dorota Burdzel (Beauvais Oise) - Elżbieta Nykiel (BKS Stal Bielsko-Biała) - Agnieszka Śrutowska (BKS Stal Bielsko-Biała) - Dorota Pykosz (MKS Muszynianka Muszyna) - Dominika Żółtańska (wypożyczenie do Ostrowca Świętokrzyskiego) |
| Sezon 2003/2004 | |
| - Mariola Barbachowska (Skra Warszawa) - Agata Wilk (wychowanka) - Dominika Żółtańska (Gaudia Trzebnica) - trener Jerzy Matlak | - Eleonora Staniszewska (Nafta Piła) - trener Jerzy Skrobecki - Magdalena Kwaśniewicz |
| Sezon 2002/2003 | |
| - Magdalena Kobiela (Wulkan Częstochowa) - Marta Natanek (Gaudia Trzebnica) - Dorota Pykosz (BKS Bielsko-Biała) - Agnieszka Śrutowska (SCU Emlichheim) - Magdalena Kwaśniewicz (ŁKS Łódź) - trener Jerzy Skrobecki - II trener Jacek Wiśniewski | - Agata Karczmarzewska (Nafta Piła) - Elżbieta Kulpa (koniec kariery) - Anna Wojtas (koniec kariery) - Zofia Byzdra (AKS Rzeszów) - Alena Petrášová - Marta Kaźmierczak - trener Krzysztof Leszczyński |
| Sezon 2001/2002 | |
| - Renata Bodzińska-Pociask (powrót z urlopu macierzyńskiego) - Marta Kaźmierczak (BKS Bielsko Biała) - Elżbieta Kościelna (powrót z urlopu macierzyńskiego) - Alena Petrášová (Volco Ommen) - trener Marek Bernat - trener Krzysztof Leszczyński | - Elżbieta Kulpa (urlop macierzyński) - Monika Gorszyniecka UC Muester - Katarzyna Abramowicz - trener Marek Bernat |
| Sezon 2000/2001 | |
| - Monika Gorszyniecka (Gedania Gdańsk) - Elżbieta Nykiel (Wisłoka Dębica) - Eleonora Staniszewska (Gedania Gdańsk) - Katarzyna Ząbek (wychowanka) - trener Jerzy Komorowski | - Elżbieta Kościelna (urlop macierzyński) - Joanna Podoba (Romanelli Florencja) - Agnieszka Śrutowska (SCU Emlichheim) - trener Roman Murdza (Skra Warszawa) |
| Sezon 1999/2000 | |
| - Agata Karczmarzewska (BKS Bielsko-Biała) - Elżbieta Kulpa (Agusto Kalisz) | - Anna Skorupska (Gamrat Jasło) |
| Sezon 1998/1999 | |
| - Katarzyna Abramowicz (wychowanka) - Joanna Podoba - Agnieszka Śrutowska | - Anna Dybek (Siarka Tarnobrzeg) - Elżbieta Kabat (Siarka Tarnobrzeg) - Tania Racynia - Inga Winogradowa |
| Sezon 1997/1998* | |
| - Renata Bodzińska-Pociask - Zofia Byzdra - Anna Dybek - Anna Kicior - Elżbieta Kabat - Monika Kita - Elżbieta Kościelna - Tania Racynia - Anna Skorupska - Dorota Urbaniak - Inga Winogradowa - Anna Wojtas - trener Roman Murdza | |

* W sezonie 1997/98 cały zespół został przejęty przez KPS Stal Mielec z likwidowanej sekcji piłki siatkowej kobiet FKS Stal Mielec.

## Trenerzy

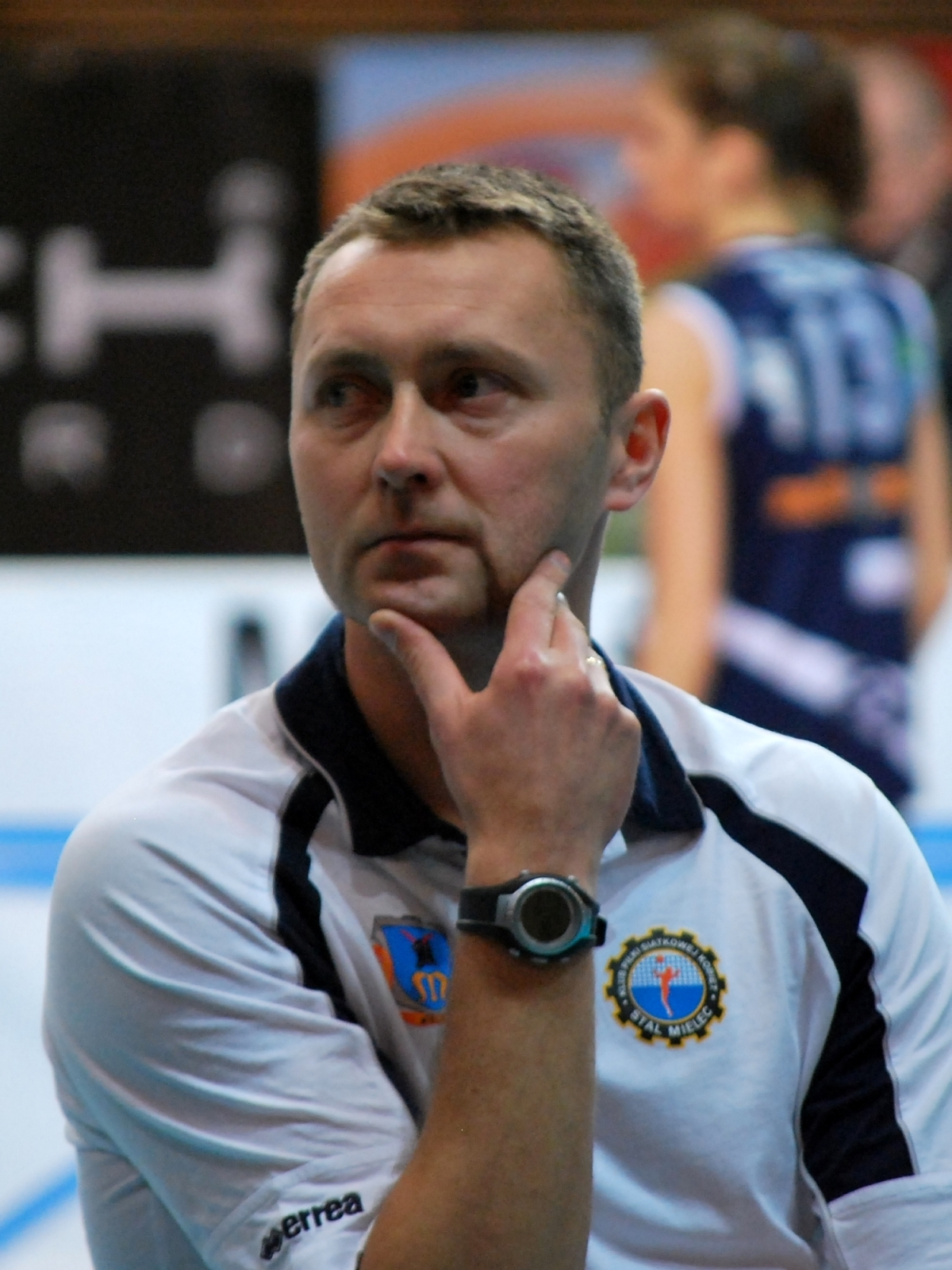
Jacek Wiśniewski trenerem Stali Mielec w sezonach 2005/2006, 2006/2007 i 2011/2012

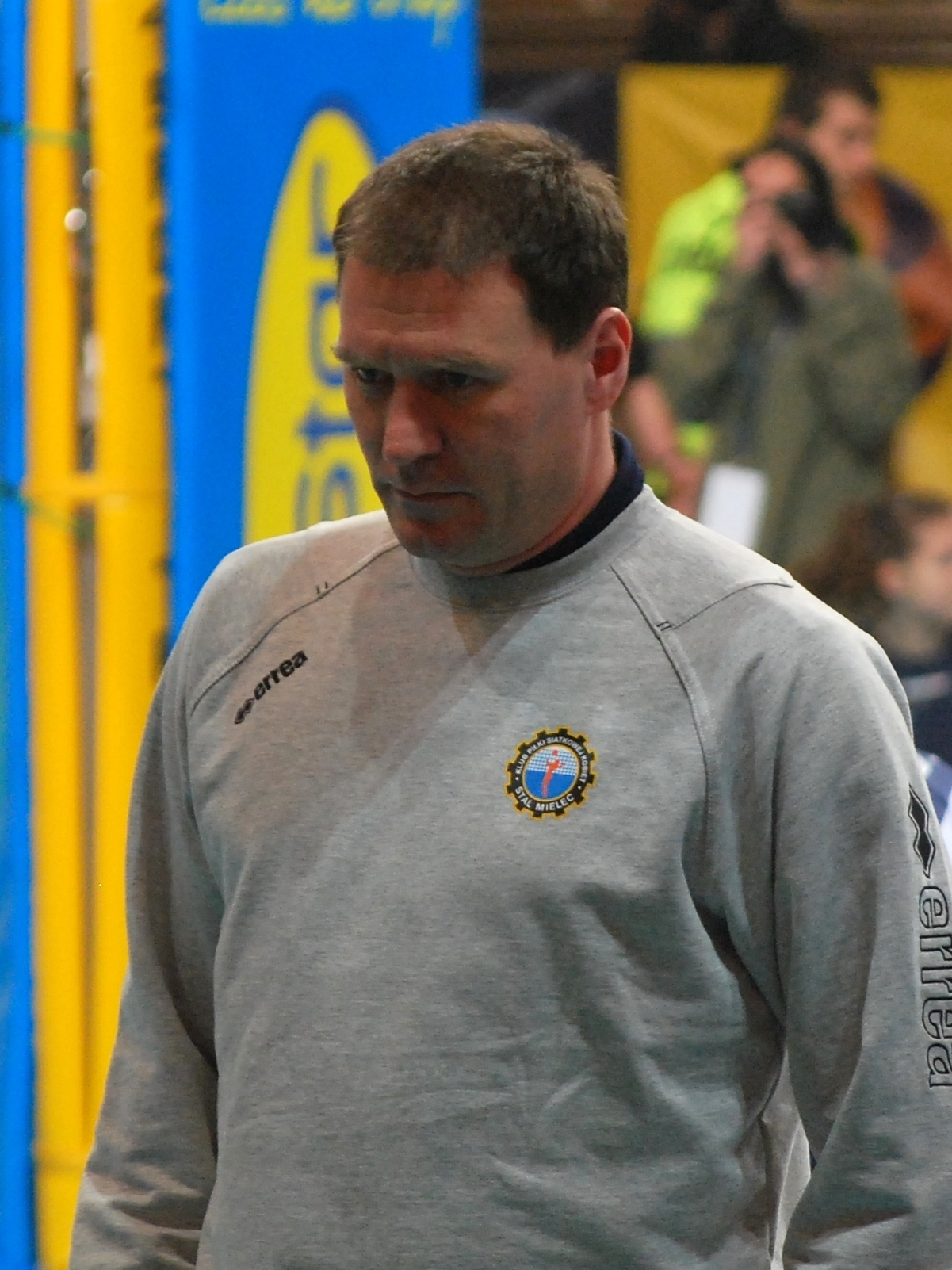
Adam Grabowski trenerem Stali Mielec w sezonach 2010/2011, 2011/2012 i 2020/2021

Trenerzy od 1997, czyli od przekształcenia sekcji w samodzielny klub:
| Sezon     | Zmiany trenerów       | Imię i nazwisko       |
| --------- | --------------------- | --------------------- |
| 1997/1998 |                       | Roman Murdza          |
| 1998/1999 |                       | Roman Murdza          |
| 1999/2000 |                       | Roman Murdza          |
| 2000/2001 | Jerzy Komorowski      |                       |
| 2001/2002 | Marek Bernat          |                       |
| 2001/2002 | Krzysztof Leszczyński |                       |
| 2002/2003 | Jerzy Skrobecki       |                       |
| 2003/2004 | Jerzy Matlak          |                       |
| 2004/2005 | Jerzy Matlak          |                       |
| 2005/2006 | Jacek Wiśniewski      |                       |
| 2006/2007 | Jacek Wiśniewski      |                       |
| 2007/2008 | Roman Murdza          |                       |
| 2008/2009 | Roman Murdza          | od 02.12.2008         |
| 2008/2009 | od 03.12.2008         | Wiesław Popik         |
| 2009/2010 |                       | Rafał Prus            |
| 2010/2011 | Adam Grabowski        |                       |
| 2011/2012 | Adam Grabowski        | do 30.12.2011         |
| 2011/2012 | od 30.12.2011         | Jacek Wiśniewski      |
| 2012/2013 | do 30.01.2013         | Piotr Sobolewski      |
| 2013/2014 |                       | Roman Murdza          |
| 2014/2015 |                       | Roman Murdza          |
| 2015/2016 |                       | Roman Murdza          |
| 2016/2017 |                       | Roman Murdza          |
| 2017/2018 |                       | Roman Murdza          |
| 2018/2019 |                       | Roman Murdza          |
| 2019/2020 | do 16.12.2019         | Roman Murdza          |
| 2019/2020 | od 10.01.2020         | Agnieszka Rabka       |
| 2020/2021 | do 15.12.2020         | Agnieszka Rabka       |
| 2020/2021 | od 04.01.2021         | Adam Grabowski        |
| 2021/2022 | do 09.11.2021         | Przemysław Michalczyk |
| 2021/2022 | od 09.11.2021         | Michał Betleja        |
| 2021/2022 | do 23.03.2022         | Michał Betleja        |
| 2021/2022 | od 23.03.2022         | Mirosław Zawieracz    |
| 2022/2023 |                       | Wiesław Popik         |
| 2023/2024 | do 09.11.2023         | Wiesław Popik         |
| 2023/2024 | od 09.11.2023         | Miłosz Majka          |
| 2023/2024 | do 20.11.2023         | Miłosz Majka          |
| 2023/2024 | od 20.11.2023         | Mateusz Grabda        |

## Siatkarki Stali Mielec w reprezentacjach narodowych
| Imię i nazwisko                   | Lata występów    |
| --------------------------------- | ---------------- |
| Mariola Barbachowska              | 2001-2014        |
| Renata Bodzińska-Pociask          | 1992-1999        |
| Dorota Burdzel                    | juniorska (b.d.) |
| Anita Chojnacka                   | 2011-            |
| Agata Durajczyk                   | 2014-            |
| Bożena Fijałkiewicz               | (b.d.)           |
| Ilona Gierak                      | 2010             |
| Agata Karczmarzewska-Pura         | 1998-2004        |
| Anna Kicior                       | (b.d.)           |
| Elżbieta Cygan-Kościelna          | 1987-1999        |
| Elżbieta Kulpa                    | 1994-1995        |
| Rita Liliom                       | 2010-            |
| Elżbieta Nykiel                   | 2009-2014        |
| Joanna Podoba-Mirek               | 1996-2007        |
| Sylwia Pycia                      | 1998-2005        |
| Dorota Górniak-Pykosz             | 2001-2009        |
| Eleonora Staniszewska-Dziękiewicz | 2007-2014        |
| Dorota Ściurka                    | 2006             |
| Małgorzata Trojanowska-Wnuk       | (b.d.)           |
| Dorota Uram                       | 1985             |
| Sylwia Wojcieska                  | juniorska (b.d.) |
| Anna Wojtas                       | 1999             |
| Katarzyna Zaroślińska             | 2010-2014        |
| Maria Zaucha-Kopczyńska           | 1971-1978        |

Źródło: pzps.pl pzps.pl

## Występy w europejskich pucharach

### Puchar Konfederacji CEV
sezon 1992/93
- I runda

Stal Mielec – Sviesa Wilno  3:0 (15:0, 15:3, 15:3) – 3 października 1992, Mielec
Sviesa Wilno  – Stal Mielec 0:3 (3:15, 2:15, 1:15) – 12 października 1992, Wilno
- II runda

Stal Mielec – RC Cannes  3:0 (15:12, 17:15, 15:11) – 5 listopada 1992, Cannes
RC Cannes  – Stal Mielec 3:1 (15:7, 15:10, 14:16, 15:11) – 7 listopada 1992, Cannes
- III runda

SE Eger  – Stal Mielec 3:2 (15:17, 15:11, 15:8, 12:15, 21:19) – 5 grudnia 1992, Eger
Stal Mielec – SE Eger  2:3 (15:12, 15:11,13:15, 5:15, 12:15) – 12 grudnia 1992, Mielec
- Skład Stali: A.Wojtas, E.Kulpa, A.Kicior, E.Kościelna, O. Mamontowa, R. Syper, J. Kołodina, D. Murdza, A. Osman, M. Wnuk, M. Szady
- Trener Stali: R.Murdza

 sezon 1994/95 
- I runda

Stal Mielec – Dauphines Charleroi  3:2 (5:15, 15:8, 15:13, 7:15, 15:13) – 3 grudnia 1994, Charleroi
Dauphines Charleroi – Stal Mielec 3:0 (15:4, 15:8, 15:5) – 5 grudnia 1994, Charleroi
- Skład Stali: J. Kołodina, A. Wolak, E. Kabat, R. Bodzińska, E. Kościelna, A. Kicior, A. Skorupska, A. Warołomiejewa. B. Fijałkiewicz, M. Bednarek, A. Dybek.
- Trener Stali: R.Murdza

 sezon 1999/00 
- turniej kwalifikacyjny w Mielcu
Stal Mielec – Rossa Biala Cerkiev  3:0 (25:11, 26:24, 25:18) – 26 listopada 1999
Stal Mielec – VakifBank Ankara  3:2 (29:27, 22:25, 26:24, 21:25, 15:13) – 27 listopada 1999
Stal Mielec – Penicilina Iasi  3:0 (25:20, 25:17, 25:17) – 28 listopada 1999
  - Tabela końcowa

| 1. | Stal Mielec         | 3 | 6 | 9:2 |
| 2. | VakifBank Ankara    | 3 | 5 | 8:4 |
| 3. | Rossa Biala Cerkiev | 3 | 4 | 3:7 |
| 4. | Penicilina Iasi     | 3 | 3 | 2:9 |

- ćwierćfinał

Dynamo Jenestra Odessa  – Stal Mielec 3:0 (25:14, 25:15, 25:21) – 12 stycznia 2000, Odessa
Stal Mielec – Dynamo Odessa  3:0 (25:22, 25:19, 25:19) – 19 stycznia 2000, Mielec
- Skład Stali: A.Wojtas, E.Kulpa, A.Kicior, J.Podoba, E.Kościelna, A.Śrutowska, A.Karczmarzewska, D.Urbaniak-Burdzel, Z.Byzdra
- Trener Stali: R.Murdza

 sezon 2002/03 
- turniej kwalifikacyjny w Mielcu[50]
Stal Mielec - ŻOK Polo Kalesija  3:0 (25:14, 25:9, 25:19) – 6 grudnia 2002
Stal Mielec - Eastborn Volco Ommen  3:1 (21:25, 25:22, 25:20, 25:17) – 7 grudnia 2002
Stal Mielec - Dauphines Charleroi  3:0 (25:12, 25:14, 25:14) – 8 grudnia 2002
  - Tabela końcowa

| 1. | Stal Mielec          | 3 | 6 | 9:1 | 246:169 |
| 2. | Dauphines Charleroi  | 3 | 5 | 6:4 | 207:215 |
| 3. | Eastborn Volco Ommen | 3 | 4 | 5:6 | 246:246 |
| 4. | ŻOK Polo Kalesija    | 3 | 3 | 0:9 | 156:225 |

- 1/8 finału[51]

Stal Mielec – Skup Ołomuniec  3:0 – 8 stycznia 2003
Skup Ołomuniec  – Stal Mielec 2:3 (23:25, 22:25, 25:15, 25:18, 8:15) - 16 stycznia 2003
- ćwierćfinał[52]

Sirio Colussi Perugia  – Stal Mielec 3:0 (25:12, 25:23, 25:16) - 4 lutego 2003
Sirio Colussi Perugia  – Stal Mielec 3:0 (25:13, 25:18, 25:9) - 5 lutego 2003
- skład Stali: R.Bodzińska-Pociask, E.Staniszewska, M.Grzesiak, M.Kaźmierczak, A.Kicior, E.Kościelna, M.Natanek, E.Nykiel, D.Pykosz, A.Śrutowska, D.Urbaniak, K.Ząbek

sezon 2003/04
- 1/8 finału

Stal Mielec – Yeşilyurt Stambuł  0:3 (25:27, 21:25, 22:25) - 10 grudnia 2003, Mielec
Yeşilyurt Stambuł  – Stal Mielec 1:3 (12:25, 22:25, 25:23, 25:22) – 17 grudnia 2003, Istambul
- Skład Stali: R.Bodzińska-Pociask, M.Grzesiak, A.Kicior, E.Kościelna, M.Natanek, D.Pykosz, A.Śrutowska, K.Ząbek, M. Zenik, D. Żółtańska
- Trener Stali: J. Matlak

### Pucharze Top Teams Cup
sezon 2000/01
- grupa eliminacyjna
Kanti Schaufhausen  – Stal Mielec 1:3 (11:25, 13:25, 25:13, 21:25) – 5 grudnia 200, Szafuza
Stal Mielec – Infond Branik Maribor  3:0 (25:21, 25:19, 25:17) – 13 grudnia 2000, Mielec
Stal Mielec – Ael Limassol  3:0 (25:10, 25:13, 25:10) – 20 grudnia 2000, Mielec
Ael Limassol  – Stal Mielec 0:3 (16:25, 9:25, 20:25) – 9 stycznia 2001, Limassol
Infond Branik Maribor  – Stal Mielec 3:0 (25:11, 27:25, 25:23) – 17 stycznia 2001, Maribor
Stal Mielec – Kanti Schaufhausen  0:3 (21:25, 21:25, 13:25) – 23 stycznia 2001, Mielec
- Skład Stali: A.Wojtas, A.Kicior, E.Kulpa, A.Karczmarzewska, Z.Byzdra, E.Staniszewska, E.Nykiel, M.Gorszyniecka, D.Urbaniak-Burdzel, K.Ząbek
- Trener Stali: J.Komorowski